# 국회 소위원회 회의의 비공개 사건
국회 소위원회 회의의 비공개 사건은 대한민국 헌법재판소 판례이다.

## 사실관계
청구인은 국회의장에게 비공개회의에 대한 회의록 중 (1) 각 차별 소위원회 참석자 명단, (2) 각 차별 참석자의 발언 내용, (3) 결정내용에 대하여 찬성과 반대한 위원의 명단에 관한 정보공개를 청구하였는바, 국회의장은 회의별 참석자의 발언내용 및 결정내용에 대하여 찬성 또는 반대한 의원의 명단은 법률에 따라 비공개한다는 결정을 하였다. 이에 청구인들은 이 결정의 취소를 구하는 행정소송을 제기하고, 위 소송 계속중 소위원회의 회의에 대하여 의결로 공개하지 아니할 수 있도록 규정하고 있는 국회법 제57조 제5항 단서에 대해 국회 회의의 공개원칙에 위반되고, 알 권리를 침해한다면서 위헌법률심판제청신청을 하였으나 기각되자 이 사건 헌법소원심판을 청구하였다.

## 국회법제57조 제5항 단서의 위헌 여부
국민은 헌법상 보장된 알권리의 한 내용으로서 국회에 대하여 입법과정의 공개를 요구할 권리를 가지며, 국회의 의사에 대하여는 직접적인 이해관계 유무와 상관없이 일반적 정보공개청구권을 가진다. 의사공개의 원칙 및 알권리에 대한 헌법유보에 해당한다. 동항 단서에서는 '출석의원 과반수의 찬성'에 의한 회의비공개의 경우 그 비공개 사유에 대하여는 아무런 제한을 두지 아니하여 의사의 공개 여부에 관한 국회의 재량을 인정하고 있다.

### 국회 의사공개의 원칙과 알권리
헌법 제50조 제1항 본문의 의사공개 원칙이 위원회와 소위원회에도 적용되는 것과 마찬가지로, 동항 단서의 예외적인 회의비공개에 관한 규정 역시 본회의 뿐 아니라 위원회, 소위원회에 적용되는 것으로 봄이 마땅하다.
동항 단서 부분은 소위원회 고유의 자율권을 따로이 부여한 조문이 아니라 국회 의사공개의 원칙 및 알권리에 대한 헌법유보에 해당하는 헌법 제50조 제1항 단서의 취지를 소위원회의 경우에도 그대로 반영한 것에 불과하다.
국회법에서 소위원회의 비공개 영역을 넓힌다면 법률에 의한 기본권제한의 정당성에 관한 위헌심사를 할 여지가 있을 것이나, 국회법에서 소위원회 회의의 비공개 요건을 헌법이 규정한 것보다 더욱 엄격하게 규정함으로써 헌법상 규정된 국회 의사공개의 원칙을 확대하여 관철하는 것은 물론, 국회법 제57조 제5항 단서와 같이 헌법의 규정과 동등한 수준으로 규정하는 것은 위헌의 소지가 발생하지 않는다. 따라서 위헌적인 규정이 아니다.

## 참고 문헌
- 헌법재판소 판례 2009.9.24. 2007헌바17 [각하·기각]
- 정회철, 최근5년 중요헌법재판소 판례 200, 여산, 2013.